# Igreja Paroquial e Cruzeiro de S. Brás dos Matos
A Igreja Paroquial de S. Brás dos Matos, ou Igreja de São Brás, e o Cruzeiro adjacente é um conjunto arquitetónico português localizado em São Brás dos Matos (Mina do Bugalho), município de Alandroal, Alentejo, Portugal.
O cruzeiro, de mármore, assenta em bloco lavrado do período visigótico, reconhecendo-se parte de uma cruz.
Na Igreja, a capela-mor tem estrutura manuelina e remonta ao princípio do século XVI, bem como pintura mural renascentista no tecto onde sobressai a cruz da Ordem de São Bento de Avis; na sacristia há ex-votos e lavabo em mármore. Sofreu obras nos século XVIII e XX. A imagem do padroeiro é gótica, de mármore policromo, talvez do século XIV.
Já exista como curado da ordem de São Bento de Avis em 1534, de linhas arquitectónicas do tipo rural, dista da igreja matriz de Alandroal 17 km. A capela-mor agrupável à arte manuelina genuína do 1º terço do século XVI nos reinados de D. Manuel I e D. João III, esta é completamente revestida a pinturas em afresco com arabescos e ornatos posteriores, mas de carácter renascentista. No eixo aparece a milagrosa imagem de São Brás, de estilo gótico, aparentemente século XIV; ao seu lado estão as imagens de São Pedro e de Nossa Senhora de Fátima.
A igreja tem as dedicatórias aos altares de Nossa Senhora do Rosário, altar de S. António e altar das almas, agora só composto Santo Crucificado. Num nicho lateral encontra-se uma escultura de Sã0 Gregório Magno e ainda uma imagem do Anjo da Guarda, do tempo de D. João I. Na modesta sacristia vê-se um imagem de São Brás de tipo seiscentista.